# 西湊村 (石川県)
西湊村（にしみなとむら）は、石川県鹿島郡にあった村。現在の七尾市中心部の西方一帯にあたる。

## 地理
- 海洋 ： 七尾湾
- 湖沼 ： 赤浦潟

## 歴史
- 1889年（明治22年）4月1日 - 町村制の施行により、鹿島郡津向村、直津村、赤浦村、赤浦新村、松百村、新保村及び祖浜村を廃し、鹿島郡小島村の区域の一部、津向村、直津村、赤浦村、赤浦新村、松百村、新保村及び祖浜村の区域をもって鹿島郡西湊村を設置する。
- 1939年（昭和14年）7月20日 - 鹿島郡七尾町、東湊村、矢田郷村、徳田村、西湊村及び石崎村を廃し、鹿島郡七尾町、東湊村、矢田郷村、徳田村、西湊村、石崎村及び和倉町字奥原及び字和倉の区域をもって七尾市を設置する。

## 交通

### 鉄道路線
村域を日本国有鉄道七尾線が通過したが、駅は所在しなかった。